# TIMELESS
A TIMELESS a 12. kromoszóma q karjának 12–13-as sávján található fehérje. Ismert egérhomológja is. Pontos szerepe ismeretlen, egérkísérletek szerint funkciója nem hasonlít a Drosophilában megfigyelt funkcióra, ahol a cirkadián ritmushoz szükséges. A TIM-et a szuprakiazmatikus mag expresszálja, de transzkripciója nem változik folyamatosan, és a magban marad.

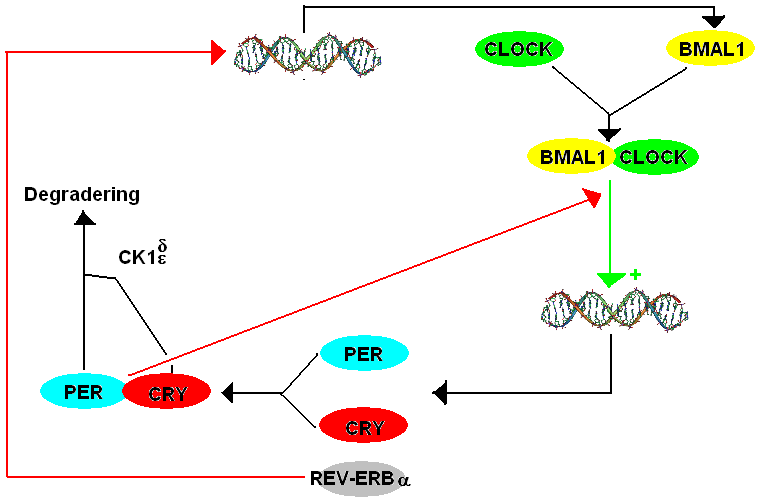
Emlős-cirkadiánritmus

Azonban az mTim szükséges az egerek embrionális fejlődéséhez, ami a Drosophilához képest más génfunkciót jelent. Ez az emlősök és a Drosophila ritmusa közti divergenciát jelent. Ezenkívül az emlős-TIM jobban hasonlít a Drosophila génjének Tim-2 (Timeout) paralógjára, mint az eredeti génre. A Tim-2-höz hasonlóan C-terminális PARP1-kötő (PAB) doménje van. Ez PAB) domain. The complex they from promotes homologous recombination DNA repair.

## Funkció
A Timeless feltehetően összeköti az emlősök sejtciklusát a cirkadián ritmussal. E modell, a „közvetlen kapcsolás” szerint a két ciklus közös fehérjével rendelkezik, melynek expressziója cirkadián mintában változik. A Tim fontos szerepét a Drosophila cirkadián ritmusában a Cry végzi emlősöknél. Itt a Cry és a Per transzkripcióját a CLOCK/BMAL1 komplex erősíti, a PER/CRY komplex represszálja.
A humán timeless szükséges az SCN által kibocsátott elektromos oszcillációkhoz. Kölcsönhat ezenkívül a fő óragének termékeivel (CLOCK, BMAL, PER1, PER2, PER3).

### A sejtciklusban
Sancar et al. vizsgálták, hogy Caenorhabditis elegans- és az élesztők sejtciklusban fontos ortológjaihoz hasonló szerepe van-e a hTIM-nek. Kimutatták, hogy a hTIM a G2/M és az intra-S sejtciklus-ellenőrzőpontokban fontos. A G2/M ellenőrzőpontnál a hTIM a DNS-károsodásra érzékeny fehérjekináz ATR ATRIP alegységéhez köt. Ez a Chk1 foszforilációját okozva, leállítva a sejtciklust, vagy elindítva az apoptózist. Ez fontos irányítórendszer, mely leállítja a károsodott sejtek proliferációját a mitózis előtt. Az intra-S-ben kevésbé ismert a szerepe, azonban a hTIM-expresszió csökkentése növeli a replikációs villák keletkezését DNS-károsodás és más szabályzó válaszok esetén is.
A PARP1-gyel kölcsönhatva gátolja a DNS-rések felhalmozódását a replikáció során Okazaki-töredékeket feldolgozva. A replikációs villák előrehaladását növeli. A TIM-hiányos fenotípus az ssDNS-rések számának növekedése tekintetében a PARP1 elvesztéséhez vagy inhibíciójához hasonlít, mely növeli az egy szálon történő posztreplikatív törések számát a nem ligált Okazaki-töredékek miatt az előrehaladáskor. Theát a TIM–PARP1 kölcsönhatás fontos lehet a replikációs villák előrehaladásában, különösen a követő száli szintézis terén. A PAR-ilációhoz szükséges EdU-pozitív és -negatív sejtekben egyaránt.

## Klinikai jelentőség
A TIM Q1008E és A429D misszenz mutációit kimutatták mellrákban, és elősegíthetik annak terjedését.

### Vastagbélrák
ERK-mediált expressziója gátolja a sejtciklus leállását G2/M ellenőrzőpontnál vastagbélrákban, míg a TIM-szint csökkenése növeli a γH2AX-szintet és a CHK1- és CDK1-foszforilációt.

### Tüdő-adenokarcinóma
Az SP3-indukált TIM-transzkripció a tüdő-adenokarcinóma növekedéséhez és pemetrexed-rezisztenciájához járul hozzá. Diagnosztikai és prognosztikai értéke is jelentős lehet.

## Fordítás
Ez a szócikk részben vagy egészben  a   Timeless (gene) című angol Wikipédia-szócikk ezen változatának fordításán alapul.  Az eredeti cikk szerkesztőit annak laptörténete sorolja fel. Ez a jelzés csupán a megfogalmazás eredetét és a szerzői jogokat jelzi, nem szolgál a cikkben szereplő információk forrásmegjelöléseként.